# Nora (biologie)

Schéma nory pytlonoše

Nora je obydlí divokých zvířat, které je vyhrabáno v zemi. Slouží jako úkryt a prostor k vyvádění mláďat. Skládá se z jedné nebo několika vstupních chodeb a jedné nebo několika komůrek. Vstup do nory některých živočichů je pod vodní hladinou.
Pojem „nora“ se používá typicky pro obydlí savců či ptáků, kteří hnízdí například v hlinitých nebo písčitých březích řek. V hnízdních norách hnízdí například břehule říční, ledňáček říční, vlha pestrá. Noru obývají také některé druhy sov, například sýček králičí.